# Süsü csapdába esik
A Süsü csapdába esik a Süsü, a sárkány című bábfilmsorozat nyolcadik epizódja. A forgatókönyvet Csukás István írta.

## Cselekmény
Torzonborz katonáival megtámadja az országot, miután csapdát állít Süsünek, aki bele is esik. A Király kiszökik és megtalálja Süsüt és kiszabadítja. Ezután egyenként elkapják Torzonborz katonáit és felszabadítják a várat.

## Alkotók
- Írta: Csukás István
- Dramaturg: Takács Vera
- Rendezte: Szabó Attila
- Zenéjét szerezte: Bergendy István
- Zenei rendező: Victor Máté, Oroszlán Gábor
- Operatőr: Abonyi Antal
- Segédoperatőr: Sárközi András
- Hangmérnök: Tóbel Béla
- Vágó: Bessenyei Erzsi
- Vágóasszisztens: Révész Márta
- Báb- és díszlettervező: Lévai Sándor
- Grafikus: Gaál Éva, Katona Gyöngyi, Makki Mari, Sáfár Márta
- Díszletépítő: Pugris Sándor
- Kellék: Szabó Zsuzsa
- Fővilágosító: Tréfás Imre
- Színes technika: Szabó László
- Felvételvezető: Bánhalmi Anna
- Pirotechnika: Varsányi Attila
- Rendezőasszisztens: Hegedűs Anikó, Réti Kata
- Fényképezte: Zich Zsolt
- Gyártásvezető: Singer Dezső

- A bábok és díszletek az MTV díszletgyártó üzemének műhelyeiben készültek
- Készítette a Magyar Televízió

## Szereplők
- Süsü: Bodrogi Gyula
- Király: Sztankay István
- Királyné: Hűvösvölgyi Ildikó
- Kiskirályfi: Meixler Ildikó
- Öreg király: Csákányi László
- Kancellár: Kaló Flórián
- Dadus: Tábori Nóra
- Írnok: Mikó István
- Hadvezér: Balázs Péter
- I. Zsoldos (vörös szakállú): Horkai János
- II. Zsoldos (fekete szakállú): Zenthe Ferenc
- Csizmadia: Szabó Ottó
- Pék: Usztics Mátyás
- Zöldséges Kofa: Hacser Józsa
- Kocsmáros: Képessy József
- Toronyőr: Vándor József
- I. Favágó (bajszos): Márkus Ferenc
- II. Favágó (borostás): Horváth József
- Petrence király: Vajda László
- Torzonborz király: Horváth Gyula
- Torzonborz király kancellárja: Benedek Miklós
- Torzonborz király kémje: Paudits Béla
- Torzonborz király hadvezére / Borbély: Szombathy Gyula
- Torzonborz király hadserege: Horváth Pál, Kaszás László, Képessy József, Ujlaki Dénes, Vándor József, Varanyi Lajos
- További szereplők: Csepeli Péter, Horváth Károly, Kaszás László, Kaszner Irén, Koffler Gizi, Simándi József
- Közreműködik: Astra Bábegyüttes, Bergendy együttes

## Betétdalok
- Én vagyok a híres egyfejű (főcím) – Előadja: Bodrogi Gyula, Bergendy együttes
- Csak rajta! Csak rajta! Csak rajta!... – Előadja: Bergendy együttes
- Végefőcím – Előadja: Bodrogi Gyula, Csákányi László, Meixler Ildikó, Sztankay István, Bergendy együttes

## Hangjáték
Ebből az epizódból hangjáték is készült az 1988. április 23-án megjelent Süsü 5.: Süsü csapdába esik / Süsü és a Sárkánylány című nagylemezben a Hungaroton hanglemezgyártó vállalat jóvoltából, ami pár év alatt aranylemez lett.
Alkotók:
- Írta: Csukás István
- Zenéjét szerezte: Bergendy István
- Rendezte: Szabó Attila
- Hangmérnök: Horváth János
- Zenei rendező: Oroszlán Gábor
- Felvételvezető: Dabasi Péter, Vincze Veronika

Szereposztás:
- Süsü: Bodrogi Gyula
- Toronyőr, Marcona I.: Vándor József
- Kém: Paudits Béla
- Hadvezér II.: Ujlaki Dénes
- Kancellár III.: Benedek Miklós
- Marcona II.: Kaszás László
- Marcona III.: Képessy József
- Torzonborz: Horváth Gyula
- Király: Sztankay István
- Hadvezér I.: Balázs Péter
- Kancellár I.: Kaló Flórián
- Kiskirályfi: Meixler Ildikó
- Öreg király: Csákányi László
- Favágó I.: Márkus Ferenc
- Favágó II.: Horváth József
- Királyné: Hűvösvölgyi Ildikó
- Dada: Tábori Nóra

Közreműködik a Bergendy Szalonzenekar és a Budapesti Operettszínház zörejszínészei.